# آتسوشی یامانیشی
آتسوشی یامانیشی (انگلیسی: Atsushi Yamanishi؛ زادهٔ ۱۲ دسامبر ۱۹۶۲) یک هنرپیشه اهل ژاپن است.